# منال بن عمرو
منال بن عمرو ( 1978 -) هي مخرجة وكاتبة ومصورة إماراتية.

## حياتها ونشأتها
ولدت في أبوظبي عام 1978، تخرجت في جامعة الإمارات العربية المتحدة تخصص اتصال جماهيري 2000. واكبت بداية التجارب السينمائية في الإمارات اخرجت ستة أفلام قصيرة: (الحذاء2006) و (وجه عالق2007), (من أجندة الخيانة 2008),(المستعار2009),(وداد2009),(تفاحة نورة 2010)، (أشياء 2011)  كتبت في مطبوعة «المرأة اليوم» الإماراتية منذ عام 2008 - 2012. تهوى التصوير الفوتوغرافي وتصميم الجرافيك والمطبوعات

## جوائز
- فازت عن (وجه عالق2007)بجائزة مهرجان دبي السينمائي الدولي لأفضل موهبة سينمائية محلية، كما
- حصلت في العام 2009 على جائزة أفضل مخرجة إماراتية واعدة من مهرجان دبي السينمائي الدولي.
- شاركت في مهرجان الشباب للمسرح 2007 بمسرحية «بورتيا» التي حصلت عليها على جائزة أفضل إخراج مسرحي،
- كما شاركت عام 2008 بمسرحية «من أين وإلى أين» في نفس المهرجان.
- حصلت 2006 على جائزة المركز الأول (الميدالية الذهبية)في فئة البورتريه من مسابقة المعرض الاوربي الثالث للمصورون العرب - ألمانيا: